# Hello (film)
Hello – Bollywoodzki dramat psychologiczny z 2008 r. w reżyserii aktora Atul Agnihotri, autora Dil Ne Jise Apna Kaha. Film powstał w oparciu o powieść Chetana Bhagata pt.One Night @ the Call Center. W rolach głównych Sharman Joshi, Gul Panag, Isha Koppikar i Sohail Khan, Amrita Arora i Sharat Saxena (w rolach drugoplanowych, choć ważnych: Salman Khan i Katrina Kaif).

## Fabuła
Noc. Wokół huk wody. Deszcz monsunowy zalewa ulice. Na dyżurze w Call Center spotyka się sześć osób, pracujących ze sobą już od kilku lat nocami, udzielając przez telefon porad mieszkańcom USA, (u których jest wtedy dzień - strefy czasowe) porad dotyczących prostych problemów związanych z używaniem sprzętu komputerowego i AGD/RTV. Na tę szóstkę składają się: popędliwy ale skory do żartów i wrażliwy Vroom (Sohail Khan), który jest zakochany w marzącej o karierze modelki Eshy (Isha Koppikar). Jego przyjaciel Shyam (Sharman Joshi) przeżywający rozstanie z Priyanką (Gul Kirat Panag), która ulega matce, dążącej do wydania córki za dobrze ustawionego Hindusa z Ameryki. Jest wśród nich także umęczona kłótniami z teściową i niezrozumieniem ze strony wciąż nieobecnego, zajętego pracą męża - handlowca - Radhika (w tej roli Amrita Arora) i „wujek żołnierz" (Sharat Saxena), daremnie szukający przez Internet kontaktu z wnuczkiem i synem, którzy mieszkają w Ameryce. Szóstka ta wydana jest na pastwę humorów zakochanego w Ameryce i myślącego tylko o własnej karierze szefa - pana Bakshi (Dalip Tahir). W burzliwą, deszczową noc wszystkie indywidualne wątki i problemy wzbierają jak nigdy przedtem i osiągają punkt kulminacyjny. Do tego dochodzi jeszcze perspektywa redukcji etatów... Gdy siada system komputerowy cała szóstka z Call Center w czasie przymusowej bezczynności konfrontuje się z prawdą o swoim wydawałoby się przegranym życiu. Ta konfrontacja wypada beznadziejnie... Pomaga im telefon. Telefon od... Boga. Bóg nie czyni cudu ale daje im radę. Czy z niej skorzystają?

## Obsada
- Sharman Joshi - Shyam - pracownik Call Center
- Gul Panag - Priyanka - pracownik Call Center
- Isha Koppikar - Esha - pracownik Call Center
- Sohail Khan - Vroom - pracownik Call Center
- Sharat Saxena - „wujek żołnierz" - pracownik Call Center
- Amrita Arora - Radhika - pracownik Call Center
- Anusha Dandekar - Shefali - pracownik Call Center z innej zmiany (ekipy)
- Dalip Tahil - Bakshi - szef Call Center
- Salman Khan - gwiazdor, który słucha opowiadania nieznajomej dziewczyny (Katrina Kaif)
- Katrina Kaif - dziewczyna, przedstawiająca historię jednej nocy w Call Center Salmanowi Khanowi, gwiazdorowi, mogącemu zrobić na podstawie opowieści film

## Muzyka i piosenki
Muzykę do filmu skomponował duet braci Merchant Salim-Suleiman, twórcy muzyki do takich filmów jak Dhoom 2, Krrish, 36 China Town, Pyare Mohan, Being Cyrus, Dosti: Friends Forever, Vaah! Life Ho To Aisi, Hum Tum, Salaam Namaste, No Entry, Deszcz, Maine Pyaar Kyun Kiya?, Moksha: Salvation,  Matrubhoomi.
- Bang Bang Bang
- Rab Ka Banda
- Karley Baby Dance Wance
- Hello
- Mitwa Re
- Caravan
- Hello (Party Mix)